# انرژی از زباله

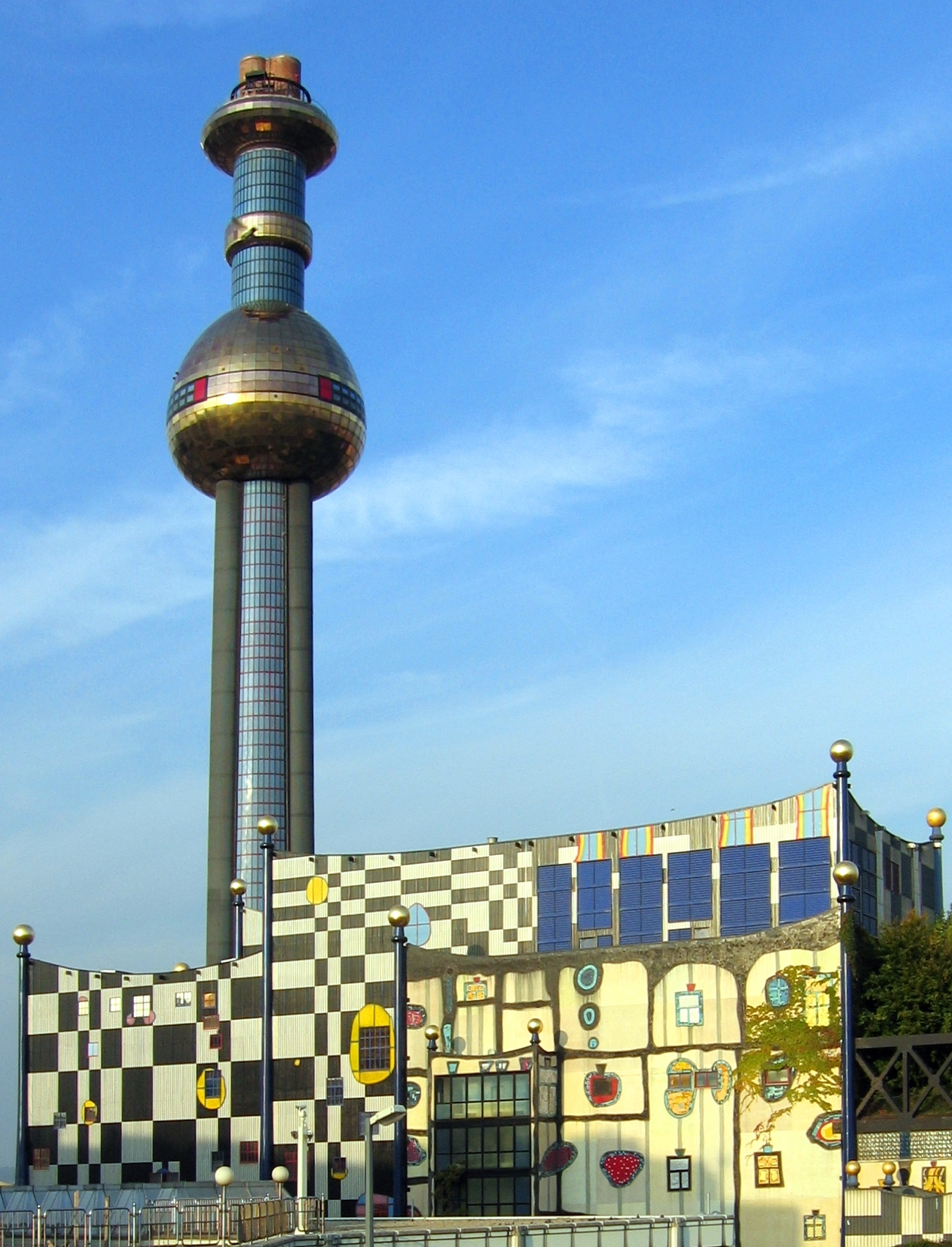
کارخانه زباله‌سوزی در وین.

تولید انرژی از زباله به منظور تولید برق یا گرما یک شکل از بازیابی انرژی می‌باشد. بیشترفرایندهای تولید زباله به انرژی یا گرما به‌طور مستقیم از طریق احتراق یا تولید یک کالا قابل احتراق، مانند، متانول، اتانول یا سوخت مصنوعی می‌باشد.

## تاریخچه
اولین بار زباله سوز یا مخرب در کشور انگلستان در سال ۱۸۷۴ توسط شرکت‌های مان لاو به طراحی آلبرت ساخته شد.
اولین زباله سوز در ایالات متحده آمریکا در سال ۱۸۸۵ در جزیره فرمانداران (Governors Island) در نیویورک ساخته شد
.
اولین زباله سوز در دانمارک در سال ۱۹۰۳ در فرید ریکز برگ frederiksberg ساخته شد.
اولین زباله سوز در جمهوری چک در سال ۱۹۰۵ در برنو brno ساخته شد.

## سوزاندن (تبدیل به خاکستر کردن)
سوزاندن یا احتراق مواد آلی مانند زباله به منظور تولید انرژِی رایج‌ترین هدف تبدیل زباله به انرژی است. کارخانه‌های جدید تبدیل زباله به انرژی در همه کشورهای سازمان همکاری اقتصادی و توسعه باید کلیهٔ استانداردها در رابطه با تولید گازهای حاصل از سوزاندن زباله از جمله اکسیدهای نیتروژن (NOx)، اکسیدهای گوگرد (SOx) فلزات سنگین و دیوکسین را به‌طور دقیق مورد آزمایش قرار دهند.
زباله سوزهای مدرن می‌توانند حجم زباله اصلی را به میزان ۹۵ تا ۹۶ درصد کاهش دهند و بسته به ترکیب و درجه، می‌توانند سبب بازیافت فلزات از خاکستر باقیمانده شوند.
زباله سوزها می‌توانند ذرات ریز، فلزات سنگین، دیوکسین و گازهای اسیدی منتشر کنند، حتی اگر این انتشار از زباله سوزهای مدرن بسیار کم باشد.
مورد دیگری که باید در نظر گرفته شود مدیریت مناسب در دفع خاکسترهای سمی باقیمانده است. منتقدان بر این باورند که زباله سوزها منابع با ارزش را نابود می‌کنند و همین عوامل باعث می‌شوند که انگیزه برای بازیافت کاهش یابد، به همین دلیل در کشورهای اروپایی بیش از ۷۰٪ از زباله‌ها بازیافت می‌شوند.
زباله سوزها بازده الکتریکی بین ۱۴ تا ۲۸ درصد دارند، لذا به منظور جلوگیری از اتلاف بقیه انرژی، می‌توان از آن به عنوان منبع حرارت مرکزی به کار گرفت.
روش استفاده از سوزاندن برای تبدیل ضایعات جامد شهری (MSW) به انرژی یک روش نسبتاً قدیمی تولید زباله به انرژی است. فرایند تبدیل زباله به انرژی به‌طور کلی مستلزم سوزاندن زباله به منظور جوشیدن آب که در ژنراتورهای بخار باعث ایجاد انرژی الکتریکی و حرارتی می‌شود، می‌باشد. یکی از مشکلات مرتبط با سوزاندن MSW به منظور ایجاد انرژی الکتریکی، پتاسنیل الایندهٔ آن با تولید گازهای حاصل از دیگ بخار است. این الاینده‌ها می‌توانند اسیدی باشند و با ترکیب با باران و ایجاد باران اسیدی سبب آلودگی محیط زیست شوند؛ لذا صنعتگران این مشکل را با استفاده از ساییدن آهکی و رسوب الکترواستاتیک در دودکش حل کرده‌اند، به این صورت که با گذشت دود از طریق ساییدن آهکی، هر اسیدی که ممکن است در دود باشد را جدا کرده و مانع از رسیدن آن به جو می‌شود. بسیاری از دستگاه‌های دیگر مانند فیلتر پارچه‌ای، رآکتورها و کاتالیست‌ها در نابود کردن یا جذب مواد آلاینده مؤثر می‌باشند.
مطابق با نیویورک تایمز، کارخانه‌های زباله سوز مدرن به مراتب دیوکسین (DIOXIN) کمتری از دیوکسین حاصل از شومینه خانه‌ها و کباب کردن بر روی منتقل‌ها که بر اثر سوختن ایجاد می‌شود منتشر می‌کنند. مطابق با وزارت محیط زیست المان، مقررات سختگیرانه تری در ارتباط با فعالیت نیروگاه‌های زباله سوز وجود دارد.

## فناوری زباله به انرژی به غیر از روش سوزاندن
تعدادی از فناوری‌های جدید و در حال ظهور، قادر به تولید انرژی از زباله و سایر سوخت‌ها بدون احتراق مستقیم است. بسیاری از این فناوری‌ها در این روش قادر به تولید برق بیشتری نسبت به روش تولید برق از سوزاندن مستقیم هستند.

## فناوری حرارتی
- تبدیل کردن به گاز (گاز تولید قابل احتراق، هیدوژن، سوخت مصنوعی)
- تجزیه حرارتی پلیمرها (تولید نفت خام مصنوعی، که می‌تواند بیشتر تصفیه شود)
- تجزیه در اثر حرارت (تلوید قابل احتراق تار TAR/ Biooil و chars)
- پلاسما تبدیل به گاز قوس یا فرایند تبدیل به گاز پلاسما (PGP) (تولید گازهای سنتزی غنی از جمله هیدروژن و مونوکسید کربن قابل استفاده برای سلول‌های سوختی یا تولید برق برای ایجاد قوس پلاسما، سیلیکات منجمد قابل استفاده و شمش فلز، نمک و گوگرد.

## فناوری غیر حرارتی
- تجزیه به طریق بی هوازی (از طریق بیوگاز غنی در متان)
- تخمیر تولیدات (مانند آتانول، اسید لاستیک، هیدروژن)
- بیولوژیکی مکانیک (MBT)،
- MBT به اضافه بی هوازی هضم.
- MBT به غیرا ز سوخت مشتق شده

## توسعه‌های جهانی زباله به انرژی
در طی سال‌های ۲۰۰۷–۲۰۰۱، ظرفیت تولید زباله به انرژی حدود چهار میلیون تن در سال افزایش یافته‌است که این چین چندین کارخانه که براساس در ذوب مستقیم یا در احتراق بستر سایل از مواد زاید جامد را ایجاد کرده‌اند. در چین حدود ۵۰ کارخانه در تولید زباله به انرژی وجود دارد. ژاپن بزرگریتن کاربرد در زمینه حرارتی MSW در جهان با ظرفیت ۴۰ میلیون تن است. تعدادی از این کارخانه‌ها استفاده فناوری استفاده از استوکر (stoker) و دیگران با استفاده از فناوری‌های پیشرفته نی سازی اکسیژن را به کار می‌برند. هم چنین بیش از یک صد کارخانه که باروش حرارتی و نیز با استفاده از فرایندهای نسبتاً بهتری استفاده می‌نمایند مانند ذوب مستیم، روند تبدیل به مایع شدن (Ebara) روش ترمو که در آن با این روش به گاز تبدیل می‌شود (JFE) و هم چنین فرایند ذوب مستقیم نیز وجود دارد. در منطقه Patras (پاتراس) یونان، یک شرکت یونانی فقط آزمایش سیستم را به اتمام رساند که در این آزمایش انرژی بالقوه‌ای را که ایجاد می‌شد به وضوح بدست می‌آمد. با این ورش، آن‌ها ۲۵ کیلووات برق و ۲۵ کیلووات گرما از طریق زباله مایع (اب غیرقابل مصرف) حاصل می‌شد در هند مرکز زیستی علم انرزی برای اولین بار وابستگی خود را نسبت به سوخت‌های فسیلی کاهش داد و در خانه‌ها از سوخت سبز استفاده نمودند. همان‌طور که از ژوئن سال ۲۰۱۴، کشور اندرونزی در مجموع ۵/۹۳ مگاوات ظرفیت تولید زباله به انرژی دست پیدا کردند و با یک خط لوله روزه در مراحل آماده‌سازی‌های مختلف با هم به مقدار ۳۷۳ مگاوات ظرفیت نایل گردیدند. شرکت تولید انرژی از سوخت‌های زیستی دنور، دو کارخانه سوخت زیستی جدید در منطقه وود – ریور (wood-river)، فرمونت (Fairmont)، نبراسکا (NE) مینوستا (MN) در ژوئیه ۲۰۰۸ ایجاد کردند این کارخانه‌ها با استفاده از روش تقطیر به سوخت اتانول برای استفاده از وسایل نقلیه موتوری و موتورهای دیگر ایجاد نمودند. این دو کارخانه، در حال اضافه گزارش‌های مبتنی بر ظرفیت تولید بیش از ۹۰ درصد براساس انرژی‌های زیست‌محیطی گزارش شده‌است.
کارخانه‌های دیگری که براساس انرژی‌های زیست‌محیطی در مناطق پلیز انتون کالیفرنیا و رنونواد (N70) در حال ساخت می‌باشند این کارخانه قرار است در اوایل سال ۲۰۱۰ تحت نام کارخانه تولید سوخت‌های زیستی سیرا شروع به کار نماید. پیش‌بینی شده‌است که این کارخانه حدود ۵/۱۰ میلیون گالن اتانول در هر سال از بازیافت ۹۰۰۰۰ تن زباله محیط زیستی تولید نماید. (اخبار سوخت‌های زیستی)
فناوری تولید انرژی از طریق بازیافت شامل تخمیر که منجر به تولید اتانول که با به‌کارگیری سلولزی زباله یا مواد آلی می‌توان به سوخت زیستی دست یافت. در فرایند تخمیر، قند موجود در زباله‌ها به دی‌اکسید کربن و الکل تبدیل می‌شود این همان روشی است که در صنعت الکل سازی (شراب سازی مورد استفاده قرار می‌گیرد. تخمیر به‌طور معمول بدون حضور هوا وجود دارد. استر (Esterification) همچنین می‌توانید با استفاده از زباله به فناوری‌های انرژی انجام می‌شود، و در نتیجه این فرایند بیودیزل است.
اثر بخشی هزینه از طریق روش استر بر روی مواد خام بستگی دارد به همه عوامل از جمله فاصله حمل و نقل مقدار نفت موجود در مواد خاک و موارد دیگر. تبدیل کردن به گاز و تجزیه در اثر حرارت هم می‌توان به ۷۵ بازده تبدیل حرارتی ناخالص رسید(روش تبدیل سوخت به گاز)

## انتشار دی‌اکسید کربن
در فناوری‌های حرارتی تبدیل زباله به انرژی تقریباً تمام محتوای کربن در زباله به عنوان دی‌اکسید کربن به جو وارد می‌شود هنگامی که از جمله احتراق نهایی از محصولات از تجزیه در اثر حرارت و تبدیل به گاز، به جز زمانی که تولید زیستی برای تبدیل زباله به کوره می‌باشد) مواد زاید جامد شهری (MSW) نیز حاوی حدود کسر جرمی همان کربن است که در CO2 می‌باشد و به میزان ۲۷٪ از مجموع ۱ تن (۱/۱ تن) از مواد زاید شهری (MSW) تقریباً به میزان ۱ تن (۱/۱ تن) CO2 تولید می‌کند.
در صورتی که زباله دفن شود، ک تن از مواد زاید شهری (MSW) تقریباً ۶۲ متر مکعب (۲۲۰۰ متر فوت)، متان از طریق تجزیه بی هوازیا ز بخش موجود تخریب پذیر از زباله تولید کند. این مقدار متان دارای بیش از دو باربر بالقوه گرم شدن کره زمین از یک تن CO2، که توسط احتراق ایجاد شده باشد، می‌باشد. در برخی از کشورها مقدار زیادی از گاز دفن زباله‌ها جمع‌آوری شده، اما هنوز پتانسیل گرمایش جهانی گاز دفن زباله در مثال به اتمسفر ایالات متحده در سال ۱۹۹۹ حدود ۳۲ درصد بالاتر از مقدار CO2 که توسط احتراق ایجاد شده‌است.
علاوه بر این، تقریباً تمام زباله‌های زیست تخریب پذیر تودهٔ زیست است، که ایجاد شده‌است. این مواد اصل بیولوژیکی دارد. این مواد توسط کارخانه‌ها با استفاده از CO2 موجود در جو به ویژه در مرحفله آخر این کارخانه‌ها دربارهٔ CO2 موجود در جورا توسط روش احتراق گرفته و این عمل چندین مرتبه تکرار می‌شود.
چنین ملاحظاتی دلیل اصلی آن است که چندین کشور از این فناوری تبدیل بازیافت به انرژی و بازیافت، و تولید انرژی مجدد استفاده می‌نمایند. عمدتاً پلاستیک و سایر محولات که از نف و گاز به دست آمده به‌طور کلی به عنوان مواد غیرقابل تجدید استفاده می‌شود.

## تعیین کسر منشأ زیستی مواد بازیافتی
مواد زاِید شهری تا حدود زیادی منشأ زیستی (زیست‌محیطی) بسیاری از محصولات مانند کاغذ، مقوا، چوب، پارچه و مواد غذایی می‌باشد. به‌طور معمول نیمی از انرژی مواد زاید شهری از مواد بیوزیستی (موادی که منشأ Bigenic دارد). در نتیجه این انرژی است که اغلب به عنوان انرژی تجدید پذیر با توجه به ورودی زباله به رسمیت شناخته شده‌است.
چند روش توس، اروپائیان cen343 گروه کاری را ایجاد نمودند برای تعیین بخش زیست سوخت زباله مانند دور بهبود سوخت جامد/ مشتقات سوخت. اولیه دو روش توسعه یافته (cen/ts15440) روش مرتب‌سازی دستی و روش انحلال انتخابی بودند. مقایسه سیستماتیک مفصل از این دو روش در سال ۲۰۱۰ منتشر شد. از آنجا که هر روش از محدودیت‌های برای درستی مشخص کسر منشأ زیستی دارد، دو روش جایگزین این روش‌ها شده‌است.
روش اول با استفاده از اصول تعیین سن تا کربن پرتوزا انجام می‌شود. بررسی هیا فن (CEN/TR 15591:2007) ترسیم کربن روش ۱۴ درس ال ۲۰۰۷ انجام شد. استاندارد فنی با روش تعیین کربن در سال ۲۰۰۸ منتشر شد (CEN/TS:15747) در حال حاضر روش کربن ۱۴ تحت استاندارد ASTMD6866 وجود دارد.
روش دوم (به اصطلاح روش تعادل) به‌کارگیری اطلاعات موجود در ترکیب مواد و عامل شرایط تبدیل بازیافت به انرژی در کارخانه‌ها محاسبه و محتمل‌ترین نتیجه براساس یک مدل ریاضی –اماری می‌باشد.
در حال حاضر از روش تعادل در سه کارخانه اتریش و نصب هشت زباله سوز در کشور دانمارک استفاده نشده‌است. مقایسه هر دو روش در سه کوره زباله سوز در مقایس کامل در سوئیس نشان داد که هر دو روش در نتیجه مشابه بود. با روش کربن ۱۴ می‌تواند با دقت تعیین کسر توده زیستی زباله، و ارزش گرمایی توده زیست نیز تعیین می‌شود. تعیین ارزش گرمایی برای نامه‌های گواهی سبز مانند برنامه گواهی تعهد تجدید پذیر در انگلستان است.
این برنامه جایزه گواهی براساس انرژی تولید شده از توده زیست‌محیطی را دارد. مقالات متعدد پژوهشی، از جمله از یک انجمن انرژی‌های تجدید پذیر در انگلستان راه‌اندازی، منتشر شده‌است که نشان می‌دهد چگونه می‌توان از کربن ۱۴ برای تعیین محاسبه ارزشی حرارتی بهره گرفت. اقتدار بازارهای گاز و برق انگلستان (ofgem)، بیانیه‌ای در سال ۲۰۱۱ منتشر کرد که نشان می‌دهد پذیرش استفاده از کربن ۱۴ به عنوان یک راه برای تعیین محتوای انرژی توده زیس محیطی از مواد خاک زباله تحت مدیریت از منابع تجدید پذیر صورت می‌گیرد. نمونه‌های اندازه‌گیری شده حاصل از سوخت بدست آمد (FMS) و پرسش نامه‌های اطلاعاتی که آن‌ها به کار گرفته‌اند و پیشنهادها را توصیف می‌کند.